# Ordnungspolizei
Ordnungspolizei (germană: [ˈʔɔɐ̯dnʊŋspoliˌt͡saɪ], Poliția de Ordine), abreviată Orpo, a fost forța polițienească în uniformă din Germania Nazistă între 1936 și 1945. Organizația Orpo a fost absorbită în monopolul nazist al puterii după ce poliția regională a fost plasată în jurisdicția guvernului central nazist (Verreichlichung). Orpo a fost subordonată Ministerului de Interne, dar condusă de către membrii SS până la sfârșitul celui de-al Doilea Război Mondial. Datorită uniformelor verzi cu care era dotată, Orpo a fost numită, de asemenea, Grüne Polizei (poliția verde). Ea a fost înființată ca o organizație centralizată a forțelor polițienești în uniformă municipale, orășenești și rurale, care erau organizate anterior separat în fiecare land.
Ordnungspolizei a cuprins, practic, toate organizațiile de aplicare a legii și de intervenție rapidă în situațiile de urgență din Germania Nazistă, inclusiv pompierii, garda de coastă, apărarea civilă și chiar paznicii de noapte. Utilizată alături de Armata Germană (Wehrmacht) în invadarea Poloniei în 1939, ea a avut sarcina de menținere a ordinii publice în rândul populației civile din țările cucerite și colonizate începând cu primăvara anului 1940.

## Istoric
Reichsführer-SS Heinrich Himmler a fost numit Chef der Deutschen Polizei im Reichsministerium des Innern (Șef al Poliției Germane din Ministerul de Interne) la 17 iunie 1936, după ce Hitler a emis un decret prin care erau centralizate activitățile de poliție desfășurate pe teritoriul Reich-ului. În mod tradițional, aplicarea legii în Germania era o sarcină asumată de autoritățile locale și regionale. În calitatea sa de șef al poliției, Himmler era subordonat nominal ministrului de Interne Wilhelm Frick. Cu toate acestea, decretul subordona poliția direct organizației paramilitare SS, scoțând-o practic de sub controlul lui Frick. Himmler a dobândit autoritate asupra tuturor instituțiilor de aplicare a legii în uniformă din Germania care au fost comasate într-o nouă Ordnungspolizei, al cărei birou principal a fost populat cu ofițeri SS.
Poliția germană a fost împărțită în două organizații: Ordnungspolizei (Orpo sau poliția obișnuită) și Sicherheitspolizei (SiPo sau poliția de siguranță), care au fost înființate în iunie 1936. Orpo și-a asumat atribuțiile de aplicare a legii, fiind formată din agenți în uniformă ce trebuiau să asigure și să mențină ordinea publică, în timp ce SiPo era formată din poliția secretă de stat (Geheime Staatspolizei sau Gestapo) și poliția de investigații criminale (Kriminalpolizei sau Kripo). Kriminalpolizei era un corp de detectivi profesioniști implicați în combaterea criminalității de drept comun, iar Gestapo-ul avea sarcina de a combate spionajul și disidența politică. Pe 27 septembrie 1939, serviciul de siguranță al SS, Sicherheitsdienst (SD) și SiPo au fost unificate în Biroul Principal de Securitate al Reichului German (Reichssicherheitshauptamt sau RSHA). RSHA simboliza legătura strânsă între SS (o organizație de partid) și poliție (o organizație de stat).
Ordnungspolizei a jucat un rol central în desfășurarea Holocaustului, prin intermediul polițiștilor profesioniști și a rezerviștilor, care au desfășurat sarcini variate încredințate de autoritățile superioare.
Generalmajor der Ordnungspolizei und SS-Brigadefuhrer Wilhelm von Fritz Roettig a fost primul general ucis în cel de-al Doilea Război Mondial, în Opoczno, Polonia la 10 septembrie 1939.

## Organizare
Forțele Poliției de Ordine a Germaniei Naziste au crescut la 244.500 de angajați până la mijlocul anului 1940. Orpo s-a aflat sub controlul Reichsführer-SS Heinrich Himmler, care era Chef der Deutschen Polizei im Ministerium des Innern (Șeful Poliției Germane din cadrul Ministerului de Interne). Ea a fost condusă inițial de SS-Oberstgruppenführer und Generaloberst der Polizei Kurt Daluege. Dar, în 1943, Daluege a suferit un atac de cord și a fost scos din serviciul activ. El a fost înlocuit din funcție cu SS-Obergruppenführer und General der Waffen-SS und der Polizei Alfred Wünnenberg, care a îndeplinit această funcție până la sfârșitul războiului.